# فيشوبف
فيشوبف (بالإنجليزية: Feechopf)‏ هو أحد جبال سلسلة جبال الألب بينيني وجزء من القمة الأم ألالينورون يقع في كانتون فاليز، سويسرا. يبلغ ارتفاع الجبل حوالي 3888 متر، بينما يبلغ ارتفاع نتوء الجبل 62 متر.